# Brett Gaylor
Pour les articles homonymes, voir Gaylor.
Brett Gaylor, né en 1977 sur l'Île Galiano, en Colombie-Britannique, est un réalisateur documentariste canadien vivant à Victoria, en Colombie-Britannique.

## Filmographie

### Acteur
- 1999 : They Saved His Brain

### Réalisateur
- 2009 : RiP: A Remix Manifesto
- 2015 : Do Not Track

### Monteur
- 2005 : Chairman George (en)
- 2009 : RiP: A Remix Manifesto

### Producteur
- 2003 : Music for a Blue Train (en)
- 2009 : RiP: A Remix Manifesto

## Récompenses et distinctions
- (en) Brett Gaylor: Awards, sur l'Internet Movie Database